# Floorball Uri
Floorball Uri ist ein Schweizer Unihockeyverein aus den Ortschaften Altdorf und Seedorf. In der Saison 2025/26 spielt die erste Mannschaft der Damen in der Nationalliga A, die Herren spielen in der 1. Liga Grossfeld.

## Geschichte
Der Verein Floorball Uri setzt sich aus dem ehemaligen UHC Seedorf/Uri (gegründet 1995) und dem UHC KTV Altdorf (gegründet 1988) zusammen. 2004 wurden die besten Kräfte der beiden Vereine unter dem Label Floorball Uri zusammengefasst, um dem Unihockey im Kanton Uri eine bessere Perspektive zu geben. Zu diesem Zeitpunkt war Altdorf in die 1. Liga GF aufgestiegen, während Seedorf/Uri seit mehreren Jahren in der 2. Liga GF spielte. Der Vorstand des neuen Leistungssportsverein wurde aus je zwei Vertretern der beiden beteiligten Vereine gebildet, während die Unihockeyvereine Seedorf/Uri sowie UHC KTV Altdorf weiterbestanden. Zwei Jahre danach kam es zur endgültigen Fusion.
In der Saison 2024/2025 wurde Floorball Uri Meister in der Nationalliga B und stieg dann in den Aufstiegsspielen gegen WASA St. Gallen in die Nationalliga auf.

## Stadion
Die Mannschaften von Floorball Uri tragen deren Heimspiele nach Möglichkeit in der Sporthalle Feldli in Altdorf aus.

## Kader 2015/2016
| Nr | Position      | Spielername        | Jahrgang |
| -- | ------------- | ------------------ | -------- |
| 33 | Goalie        | Anna-Lena Arnold   | 1997     |
| 46 | Goalie        | Damaris Aschwanden | 1989     |
| 2  | Verteidigerin | Michelle Zberg     | 1993     |
| 3  | Verteidigerin | Laura Müller       | 1996     |
| 5  | Verteidigerin | Yvonne Tresch      | 1996     |
| 6  | Verteidigerin | Jasmin Zurfluh     | 1998     |
| 8  | Verteidigerin | Jasmin Gnos        | 1992     |
| 10 | Verteidigerin | Sabrina Girotto    | 1988     |
| 16 | Verteidigerin | Mirta Limacher     | 1987     |
| 18 | Verteidigerin | Linda Kempf        | 1989     |
| 21 | Verteidigerin | Nevena Mravljov    | 1989     |
| 4  | Stürmerin     | Beatrice Rickli    | 1992     |
| 7  | Stürmerin     | Sarah Tresch       | 1991     |
| 9  | Stürmerin     | Monika Gisler      | 1995     |
| 11 | Stürmerin     | Melanie Gnos       | 1995     |
| 12 | Stürmerin     | Nicole Arnold      | 1985     |
| 13 | Stürmerin     | Regula Arnold      | 1986     |
| 14 | Stürmerin     | Myriam Gut         | 1992     |
| 15 | Stürmerin     | Fabiana Spitzer    | 1997     |
| 17 | Stürmerin     | Pavlina Vacinova   | 1988     |
| 19 | Stürmerin     | Ruth Epp           | 1981     |
| 22 | Stürmerin     | Salome Arnold      | 1998     |
| 23 | Stürmerin     | Rahel Gaggiotti    | 1998     |
| 24 | Stürmerin     | Nina Tresch        |          |